# Zusno
Zusno – wieś w Polsce położona w województwie podlaskim, w powiecie suwalskim, w gminie Filipów.
| SIMC    | Nazwa       | Rodzaj    |
| ------- | ----------- | --------- |
| 1013223 | Przy Bagnie | część wsi |

W latach 1975–1998 miejscowość administracyjnie należała do województwa suwalskiego.